# Ludwig Popper
Ludwig Popper (* 20. Februar 1904 in Wien; † 10. August 1984 in Oberwart) war ein österreichischer Arzt und Sozialmediziner.

## Leben
Ludwig Popper wuchs in Paris und Zürich auf. 1927 promovierte er an der Universität Wien zum Doktor der Medizin. Bis 1936 war Popper als Internist am Wiener Allgemeinen Krankenhaus. Seine Habilitation wurde 1938 wegen seiner jüdischen Herkunft abgelehnt (und konnte erst 1948 nachgeholt werden).
Nach dem Anschluss Österreichs an das Deutsche Reich gelang ihm mit seiner Familie über die Schweiz die Flucht nach Bolivien. Nach acht Jahren im bolivianischen Militär-Sanitätsdienst kehrte er 1947 nach Wien zurück. Dort war er bis 1970 als Arzt tätig und wurde 1963 zum außerordentlichen Professor ernannt. Er wurde am Kagraner Friedhof bestattet.
2005 gab sein Sohn Lutz Popper seine Erinnerungen heraus.

## Veröffentlichungen
- Soziale Medizin – eine Medizin von gestern? Persönliche Erinnerungen an ein schwieriges Kapitel der Medizingeschichte und an die soziale Dimension der Medizin. 1984 (Neuausgabe Bremerhaven 1991)
- Bolivien für Gringos. Exil-Tagebuch eines Wiener Arztes. Herausgegeben von Lutz Elija Popper, edition lex liszt 12, Oberwart 2005.
- Briefe aus einer versinkenden Welt: 1938/1939. Herausgegeben von Lutz Elija Popper, edition lex liszt 12: Oberwart 2008.